# Phytophthora citrophthora
Phytophthora citrophthora (R.E. Sm. & E.H. Sm.) Leonian – gatunek organizmów należący do grzybopodobnych lęgniowców. U licznych gatunków roślin wywołuje chorobę zwaną fytoftorozą.

## Systematyka i nazewnictwo
Pozycja w klasyfikacji według Index Fungorum: Phytophthora, Peronosporaceae, Peronosporales, Peronosporidae, Peronosporea, Incertae sedis, Oomycota, Chromista.
Po raz pierwszy takson ten zdiagnozowali w 1906 r. R.E. Smith i E.H. Smith nadając mu nazwę Pythiacystis citrophthora. Obecną, uznaną przez Index Fungorum nazwę nadał mu Leon Hatchig Leonian w 1925 r.

## Morfologia i rozwój
Strzępki gładkie, rozgałęzione, o szerokości do 3–8 μm, czasami z niewielkimi zgrubieniami. Sporangiofory proste, rozgałęzione sympodialnie lub nieregularnie. Zarodnie pływkowe o kształcie kulistym, jajowatym, cytrynowatym lub odwrotnie gruszkowatym i wymiarach 33–63 × 27–60 μm. Brodawki szczytowe (papillate) dobrze widoczne. Mają średnicę do 4 µm i opadają z szypułką o długości 10-12 µm. Zwykle jest jedna, ale czasami dwie lub nawet kilka brodawek. Struktury płciowe nie są tworzone. Chlamydospory nie są tworzone, lub są nieliczne.
Na pożywce PDA tworzy się zwarta kultura, tzw. typ róży lub gwiazdy. Brak strzępek powietrznych. Kolonia rozwija się w temperaturze od 5 °C do 33 °C. Temperatura optymalna 24–28 °C.

## Występowanie i siedlisko
Znane jest występowanie Phytophthora citrophthora na wszystkich kontynentach poza Antarktydą. W Polsce wyizolowany został w 2004 roku na pędach bzu czarnego i Podocarpus alpinus.
Jest organizmem pasożytniczym rozprzestrzeniającym się w glebie. Występuje w niej do głębokości 1 m lub większej. Rozbryzgi deszczu przenoszą go z gleby na nisko wiszące owoce i liście. Występuje również przez w zbiornikach i kanałach irygacyjnych zaopatrujących uprawy w wodę. Może się przenosić przez sadzonki i na owocach. Jego żywicielami są liczne gatunki drzew, krzewów i roślin zielnych: cytryna zwyczajna, rośliny należące do rodzin klonowate, toinowate, dyniowate, orzechowate, wawrzynowate, bobowate, sosnowate, różowate, rutowate, psiankowate, zatwarowate i wiązowate. Po inokulacji rozwija się również na roślinach należących do rodzin bukowate, mirtowate i oliwkowate.

## Znaczenie
Gatunek o dużym znaczeniu w leśnictwie, u licznych gatunków drzew powoduje bowiem fytoftorozę drzew. Atakuje także wiele roślin uprawnych powodując brunatną zgniliznę owoców, zarazę liści i pędów, gumozę pnia, zgniliznę kołnierzyków i korzeni cytrusów, rak drzew owocowych i zgniliznę owoców: jabłoni, gruszy, brzoskwini, orzecha włoskiego, smaczliwki, śliwy i innych drzew owocowych z rodziny różowatych. Wyrządza duże szkody w szkółkach, w tym w szkółkach drzew iglastych, cytrusów, pomidorów.